# Lemme d'Auerbach
En mathématique, le lemme d'Auerbach, qui porte le nom de Herman Auerbach, est un lemme d'analyse fonctionnelle qui affirme que certaines propriétés des espaces euclidiens sont valables pour des espaces vectoriels normés généraux de dimension finie.

## Énoncé
Lemme d'Auerbach — Soit (V, ||·||) un espace vectoriel normé réel ou complexe de dimension n. Alors il existe une base (e1, …, en) de V telle que
|ei| = 1 et |ei| = 1 pour i = 1, …, n
où (e1, …, en) est la base de V* duale de (e1, …, en), i. e. ei(ej) = δij.
Toute base ayant cette propriété est appelée base d'Auerbach normée.
Si V est un espace euclidien ou hermitien, ce résultat est évident car on peut prendre pour (ei) une base orthonormale de V (la base duale  est alors constituée des formes linéaires (ei|·)).

## Démonstration
Considérons l'application qui à tout n-uplet de vecteurs de V associe le module de son déterminant dans une base fixée. Sur la puissance n-ième de la sphère unité, qui est compacte, cette application continue admet un maximum M, obtenu pour un certain n-uplet (e1, …, en), qui est une base puisque M est non nul. Les formes linéaires ei de la base duale sont de norme au moins 1 puisque ei(ei) = 1. Mais elles sont aussi de norme au plus 1 : montrons-le par exemple pour la forme e1. Pour tout vecteur unitaire {\displaystyle v}, on a :
{\displaystyle M\geq |D(v,e_{2},\ldots ,e_{n})|=|D(\sum _{i=1}^{n}e^{i}(v)e_{i},e_{2},\ldots ,e_{n})|=|\sum _{i=1}^{n}e^{i}(v)D(e_{i},e_{2},\ldots ,e_{n})|=|e^{1}(v)D(e_{1},\ldots ,e_{n})|=|e^{1}(v)|M}
et comme M est strictement positif, on en déduit bien :
{\displaystyle |e^{1}(v)|\leq 1.}

## Corollaire
Le lemme a un corollaire qui a des applications à la théorie de l'approximation. 
Corollaire — Soit V un sous-espace vectoriel de dimension n d'un espace vectoriel normé (X, ||·||). Alors il existe une projection P de X sur V telle que ||P|| ≤ n.
Ce résultat est loin d'être optimal : Kadec et Snobar ont prouvé qu'il existait même une projection de norme inférieure ou égale à √n, puis König et Tomczak-Jaegermann ont affiné cette majoration.